# John Stumar
John Stuart Stumar (* 30. Mai 1892 in Budapest, Österreich-Ungarn; † 27. Oktober 1962 in Los Angeles, Vereinigte Staaten) war ein ungarischstämmiger, US-amerikanischer Kameramann von überwiegend B-Filmen.

## Leben und Wirken
Der zwei Jahre jüngere Bruder von Charles Stumar kam als Kind in die Vereinigten Staaten, wo er um 1910 sein Handwerk zu erlernen begann. Nach Jahren als Kameraassistent während des Ersten Weltkriegs wurde John Stumar 1917 von der Produktionsfirma Thomas H. Inces erstmals als Chefkameramann eingesetzt und fotografierte anfänglich mehrere antideutsche bzw. profranzösische Propagandafilme wie The Kaiser’s Shadow und Viva la France. Auch die späteren, von Stumars fotografierten B-Filme besaßen nur selten überdurchschnittliche Qualität.
John S. Stumar fotografierte Western wie Melodramen, Komödien wie Dramen, überdurchschnittliche Produktionen wie Der Schrei der Menge, die er als Juniorpartner von Sid Hickox fotografierte, blieben jedoch die Ausnahme. Zuletzt musste sich John Stumar zumeist mit der Kurzfilmfotografie begnügen, unmittelbar nach Ende des Zweiten Weltkriegs war seine Karriere beendet. Seine letzte Kinoarbeit führte ihn nach Mittelamerika. Was Stumar nach 1946 beruflich tat, ist nicht bekannt.

## Filmografie
- 1917: The Price Mark
- 1917: Love Letters
- 1918: Green Eyes
- 1918: The Vamp
- 1918: The Marriage Ring
- 1918: Quicksand
- 1919: Extravagance
- 1919: L‘apache
- 1919: Hard Boiled
- 1920: The Dark Miror
- 1920: Black Is White
- 1921: Mother Eternal
- 1921: Pardon My French
- 1922: Cardigan
- 1922: Blaze Away
- 1923: Dollar Devils
- 1923: Temporary Marriage
- 1923: Das goldene Land (The Spoilers)
- 1924: Wine
- 1924: The Tornado
- 1924: The Family Secret
- 1925: The Home Maker
- 1925: Fifth Avenue Models
- 1925: Fieberndes Blut (The Price of Pleasure)
- 1926: The Love Thief
- 1927: Wild Beauty
- 1927: The Claw
- 1928: Buck Privates
- 1928: Hoppla – Vater sieht’s ja nicht (Home, James)
- 1929: Port of Dreams
- 1930: Second Choice
- 1930: Recaptured Love
- 1931: The Flood
- 1932: Cornered
- 1932: Der Schrei der Menge (The Crowd Roars)
- 1934: On is Guilty
- 1934: Jealousy
- 1935: The Best Man Wins
- 1935: Wenn sie nur kochen könnte (If You Could Only Cook)
- 1936: Counterfeit
- 1936: End of the Trail
- 1937: Intimate Relations
- 1937: Musik in den Fäusten
- 1938: Stardust
- 1939: Parents on Trial
- 1940: Music in My Heart
- 1940: The Secret Seven
- 1940: The Durango Kid
- 1941: Two Latins from Manhattan
- 1942: Tramp, Tramp, Tramp
- 1942: The Spirit of Stanford
- 1943: Klondike Kate
- 1943: The Return of the Vampire
- 1944: Doctor, Feel My Pulse (Kurzfilm)
- 1945: Rhythm Round-Up
- 1946: Embrujo antillano